# José Joaquín de Herrera
José Joaquín Antonio Florencio de Herrera y Ricardos (Jalapa, 1792 - Tacubaya, 10 de Fevereiro de 1854) foi um político e militar mexicano. Ocupou o cargo de presidente do México em três ocasiões (1844, 1844-1845 e 1848-1851).
A partir de 1810 participa em várias acções militares contra os insurgentes independentistas. Após um ano de retiro da actividade militar, regressa a esta mesma actividade em 1821 em apoio ao plano de Iguala, sendo nomeado general no Exército Trigarante. Mais tarde seria detido por conspirar contra Agustín de Iturbide. Após a resignação deste, passa a fazer parte do congresso. Em 1833 Antonio López de Santa Anna nomeia-o ministro da guerra. Em 1844 é nomeado presidente do supremo tribunal, razão pela qual ocupa interinamente a presidência por alguns dias após a demissão de Santa Anna, a 12 de Setembro. Cede o lugar ao presidente provisional Valentín Canalizo a 21 de Setembro mas este é deposto pouco tempo depois por uma revolta militar e Herrera volta assumir a presidência, desta vez como presidente eleito. Durante este segundo mandato, Santa Anna, que se havia revoltado, é detido. Além disso, começam os problemas relativos à situação do Texas. Herrera era partidário do reconhecimento da independência do Texas e esta posição trouxe-lhe grande impopularidade. Após uma rebelião falhada em Junho de 1845, em 14 de Dezembro o comandante das tropas destacadas no Texas, Mariano Paredes y Arrillaga pronunciou-se contra o governo sendo apoiado pelo general Gabriel Valencia comandante da guarnição militar da capital, levando assim à demissão de Herrera.
Durante a guerra Mexicano-Americana Herrera serviu sob o comando de Santa Anna e após a assinatura do tratado de Guadalupe Hidalgo foi eleito presidente pelo congresso, tendo assumido o cargo depois da retirada das tropas dos Estados Unidos.
No dia 8 de Janeiro de 1851 o congresso elegeu Mariano Arista presidente e a 15 de Janeiro Herrera cedeu o lugar ao seu sucessor, naquela que foi a primeira transição de governo da história do México feita de acordo com a constituição e sem uma revolução.